# Cool and Dre
Cool and Dre (nacidos en Miami, Florida) es un equipo de productores de hip hop, que consiste de Andre Lyon y Marcello Valenzano. Son conocidos por producir el tema "Hate It Or Love It" de The Game junto a 50 Cent, que alcanzó el #2 en Billboard Hot 100 en 2005.
Cool and Dre han trabajado recientemente con Lil Eazy, hijo del legendario Eazy-E, en una canción llamada "Gangsta Shit", que aparecerá en su futuro álbum Prince of Compton.
Ellos han producido también uno de los temas del 2006, "Rodeo" de Juvenile, que aparece en su disco The Reality Check.
Tienen su propio sello, Epidemic Records, distribuido por Jive Records. Están pensado en grabar un álbum en el que Dre rapee, y que ambos produzcan. Tony Sunshine es uno de los artistas firmados por el sello de Cool and Dre.
2007 Epidemic Records firma a un Artista Latino para que formen parte del sello, para que representen el género hip hop en todo el mundo el artista es el Dominicano Big Daddyouu, (José Santana,) pionero del género de hip hop en la república dominicana dando inicio en el 1988 en su ciudad natal san pedro de macoris, también conocima como la ciudad de los grande liga este esponente tiene la reposabilidad de llevar el nombre de su isla a otro nivel de la mano de Sr.Miguel Valenzano, hermano de Cool 'Marcello Valenzano, se tiene programando varios temas para principio del 2010 igual que la producción aun sin Título

## Singles
- 100 million dollars (birdman ft rick ross , young jeezy , lil wayne , dre y Dj khaled)
- Aint sayin nothing (Fat joe Feat Plies & Dre)
- Aint sayin nothing remix (Fat Joe Feat The Game , Lil Wayne and Dre)
- Nota:En su carrera dre logró decir que sacaría un álbum titulado the Trunk aún no ha sido sacado esta en espera.

### Álbumes producidos
Chamillionaire - The Sound of Revenge
- 06. No Snitchin' (Feat. Bun B)
- 04. Hate In Ya Eyes (Bonus Disc)

Christina Milian - So Amazin'
- 01 Say I" (featuring Young Jeezy)
- 02 Twisted"
- 03 Gonna Tell Everybody"
- 04 Who's Gonna Ride" (featuring Three 6 Mafia)
- 05 So Amazin'" (featuring Dre de Cool & Dre)
- 06 Hot Boy" (featuring Dre de Cool & Dre)
- 07 Foolin'"
- 08 My Lovin' Goes"
- 09 Just A Little Bit"
- 12 Tonight (internatinal Bonus)
- 13 She Don't Know (JP Bonus)

Eightball & MJG - Living Legends
- 18. Confessions (Feat. Poo Bear)

Fat Joe - All or Nothing
- 04. So Much More
- 05. My Fofo
- 06. Rock Ya Body

The Game - The Documentary
- 04. Hate it or Love it - #2

Ja Rule - R.U.L.E.
- 05. New York (Feat. Fat Joe & Jadakiss) #27

Juvenile - The Reality Check
- 05. Rodeo - #42
- 09. Break A Brick Down

Lil Eazy - Prince of Compton
- 00. Gangsta Shit

Lil Wayne - Tha Carter 2
- 20. Get Over (Feat. Nikki)

- Tha Carter 3
- 01. 3 Peat

Mystikal - Prince Of The South...The Hits
- 11. Hypno
- 00. Know'm Sayin
- 00. Drop It

Remy Ma - There's Something About Remy
- 04. Tight (Feat. Fat Joe)

Teairra Mari - Roc-a-fella Presents: Teairra Mari
- 08. Get Down Tonight

Terror Squad - True Story
- 05. Take Me Home - #62
- 10. Let Them Things Go

Trick Daddy -
- 00. Slip-N-Slide

Trina - Glamorest Life
- 01. Sum Mo (Feat. Dre de Cool & Dre)
- 13. Lil' Mama (Feat. Dre de Cool & Dre)

Ghostface Killah - Fishscale
- 24. Three Bricks ft. Raekwon, Notorious B.I.G.

## 2009
Busta Rhymes - Back on My B.S.
- 00. "Blown" (feat. T-Pain & DJ Khaled)
- 00. "Throw It Up" (feat. Ludacris & Lil Wayne)
- 12. "Don't Believe 'Em" (feat. Akon & T.I.)
- 16. "We Made It" (feat. Linkin Park) (Co-produced by Mike Shinoda)

Lil Wayne - Rebirth
- 00. "Hot Revolver" (feat. Dre)

Big Daddyouu - Single
- 00. "Los Sueños"